# Saison 2014 de l'équipe cycliste Giant-Shimano Development

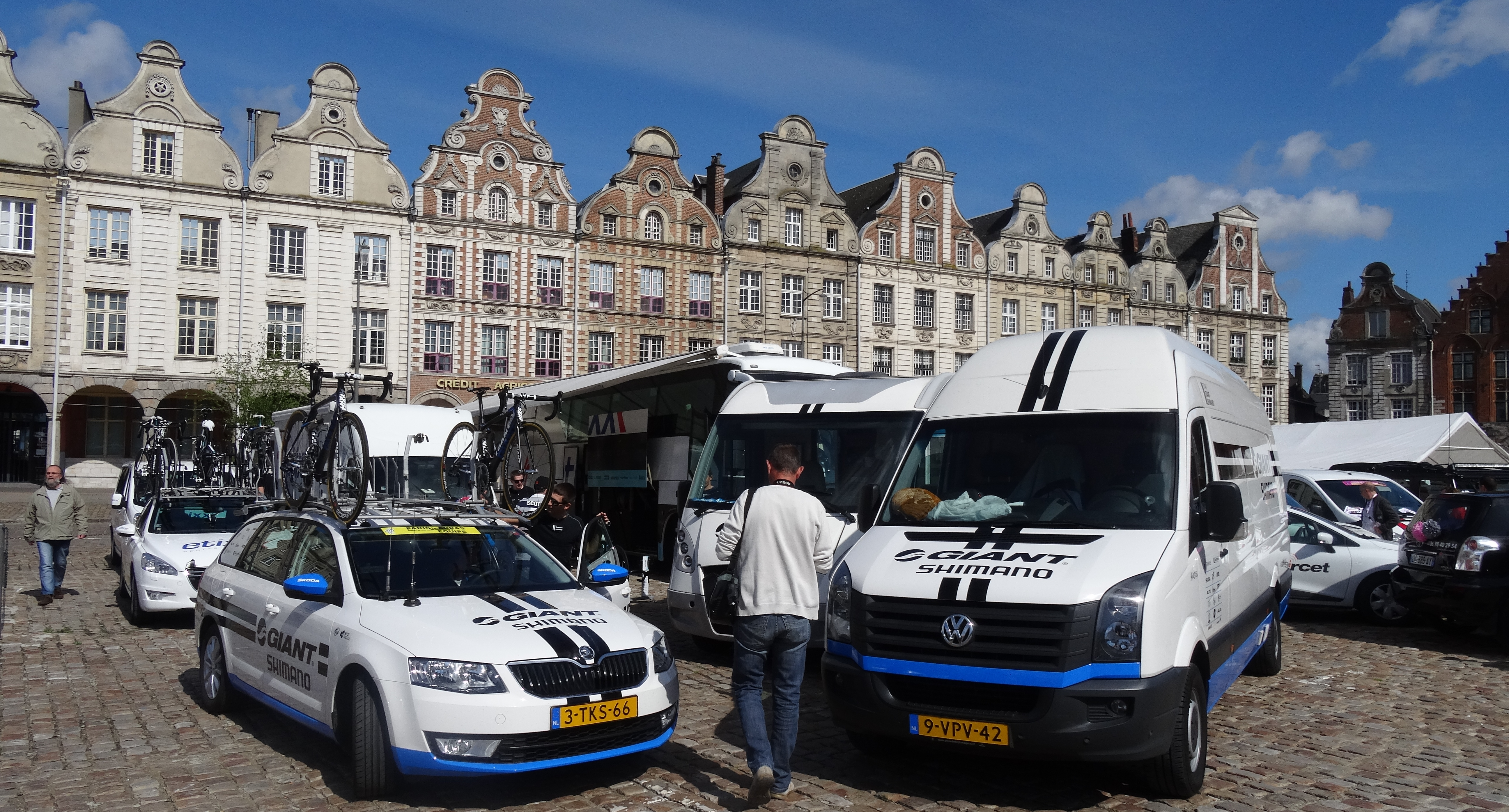
Les véhicules de l'équipe lors de la 3e étape du Paris-Arras Tour 2014 à Arras.

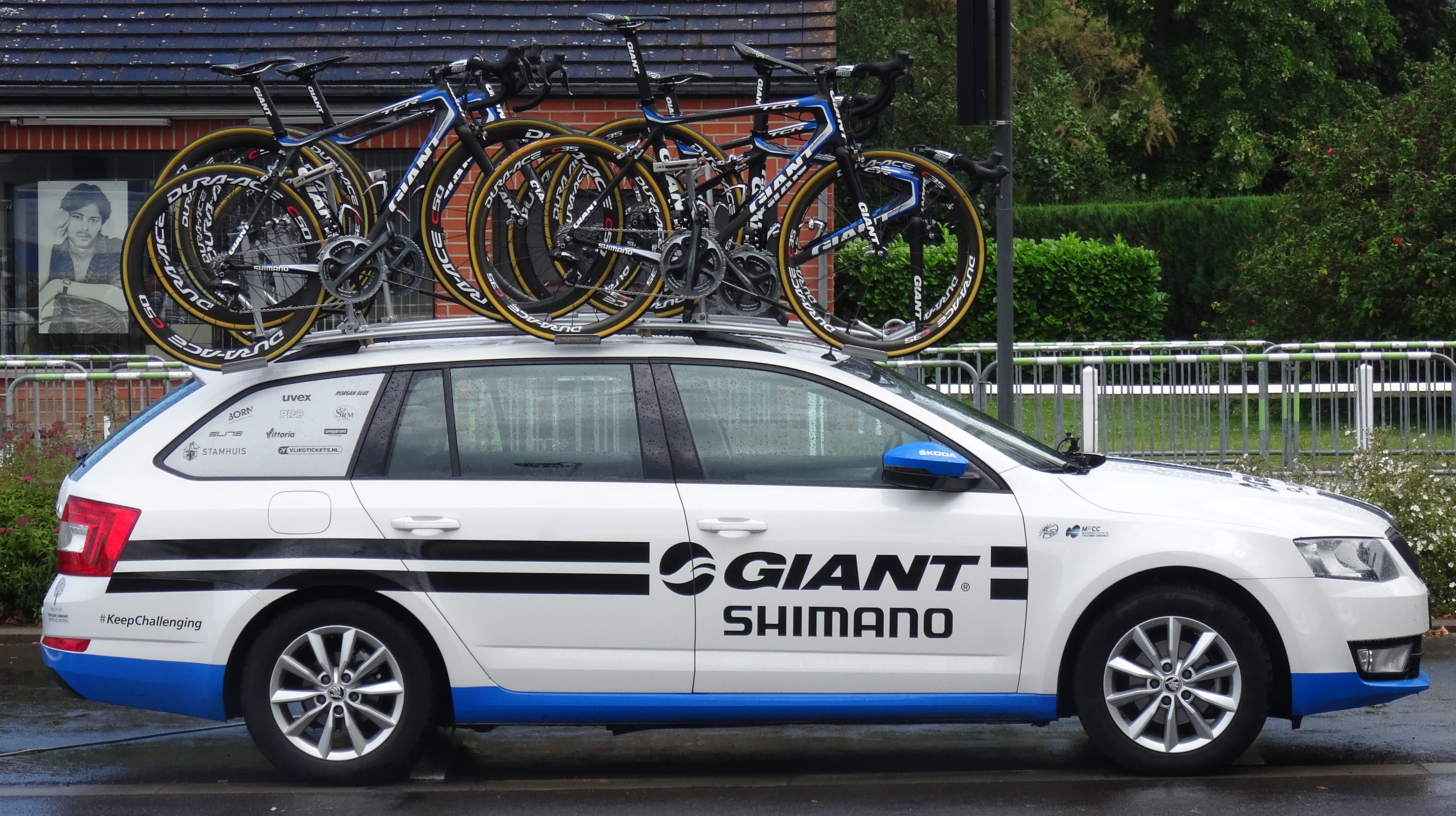
Une des voitures lors du Mémorial Philippe Van Coningsloo 2014 à Wavre.

La saison 2014 de l'équipe cycliste Giant-Shimano Development est la première et la dernière de cette équipe.

## Préparation de la saison 2014
L'équipe Giant-Shimano Development est la nouvelle réserve de l'équipe Giant-Shimano. Elle a été enregistrée comme équipe continentale en Suède.
L'équipe disparaît en octobre 2014 : Iwan Spekenbrink, manager principal de l'équipe Giant-Shimano, indique qu'une telle équipe de formation n'a pas été assez efficace pour développer l'ensemble de la structure, qu'il y avait trop de talents dans celle-ci mais qu'ils sont passés à travers les mailles du filet. Enfin, ce dernier envisage un autre système pour recruter des jeunes talents.

### Arrivées et départs
L'équipe étant nouvelle, tous les coureurs proviennent d'autres équipes.

## Coureurs et encadrement technique

### Effectif

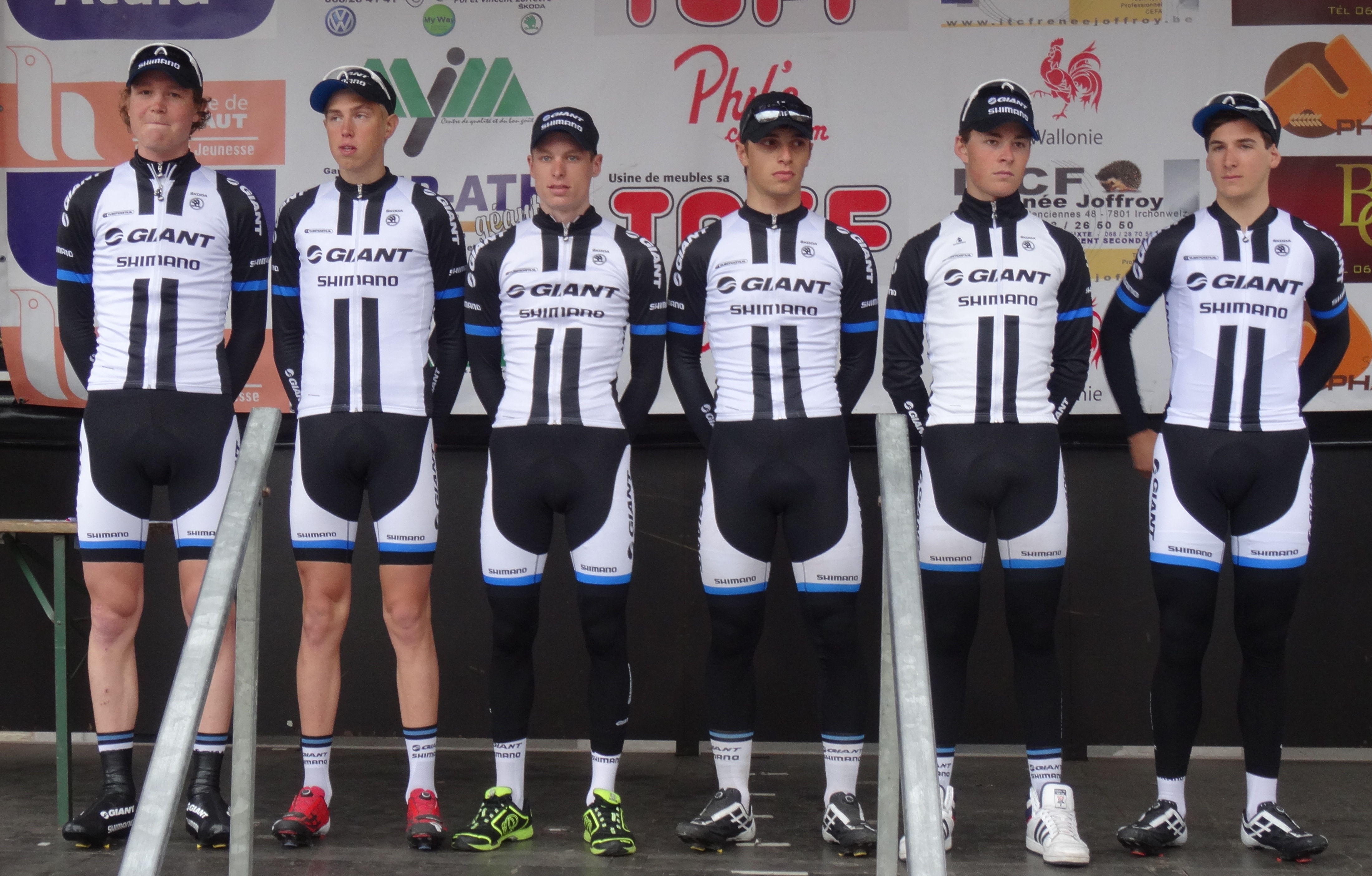
Robert Pölder, Fredrik Ludvigsson, Kristian Haugaard, Jenthe Biermans, Jan Brockhoff et Alex Frame lors de la 1re étape du Triptyque des Monts et Châteaux 2014.

Dix coureurs constituent l'effectif 2014 de l'équipe,,, auquel s'ajoute un stagiaire, Adriaan Janssen, depuis le 1er août. Six nationalisées sont représentées au lancement de l'équipe, sept avec l'arrivée de Lars van der Haar, le 1er mars, en provenance de l'équipe Rabobank Development.
| Coureur               | Date de naissance | Nationalité      | Équipe 2013              | Équipe 2015           |
| --------------------- | ----------------- | ---------------- | ------------------------ | --------------------- |
| Christian Bertilsson  | 5 septembre 1991  | Suède            | People4you-Unaas         |                       |
| Jenthe Biermans       | 30 octobre 1995   | Belgique         | Balen BC                 | SEG Racing            |
| Jan Brockhoff         | 3 décembre 1994   | Allemagne        | Thüringer Energie        | AWT-Greenway          |
| Alex Frame            | 18 juin 1993      | Nouvelle-Zélande | Thüringer Energie        | Kia Motors-Ascot Park |
| Kristian Haugaard     | 27 février 1991   | Danemark         | Leopard-Trek Continental | Leopard Development   |
| Mathias Rask Jeppesen | 18 octobre 1995   | Danemark         | Comentor-Ribe Cykellager |                       |
| Fredrik Ludvigsson    | 28 avril 1994     | Suède            | People4you-Unaas         | Giant-Alpecin         |
| Robert Pölder         | 21 juin 1991      | Suède            | People4you-Unaas         | Bliz-Merida           |
| Maximilian Schachmann | 9 janvier 1994    | Allemagne        | Thüringer Energie        | AWT-Greenway          |
| Lars van der Haar     | 23 juillet 1991   | Pays-Bas         | Rabobank Development     | Giant-Alpecin         |
| Stagiaire             | Date de naissance | Nationalité      | Équipe 2014              | Équipe 2015           |
| Adriaan Janssen       | 12 décembre 1995  | Pays-Bas         | Croford                  |                       |

Portraits
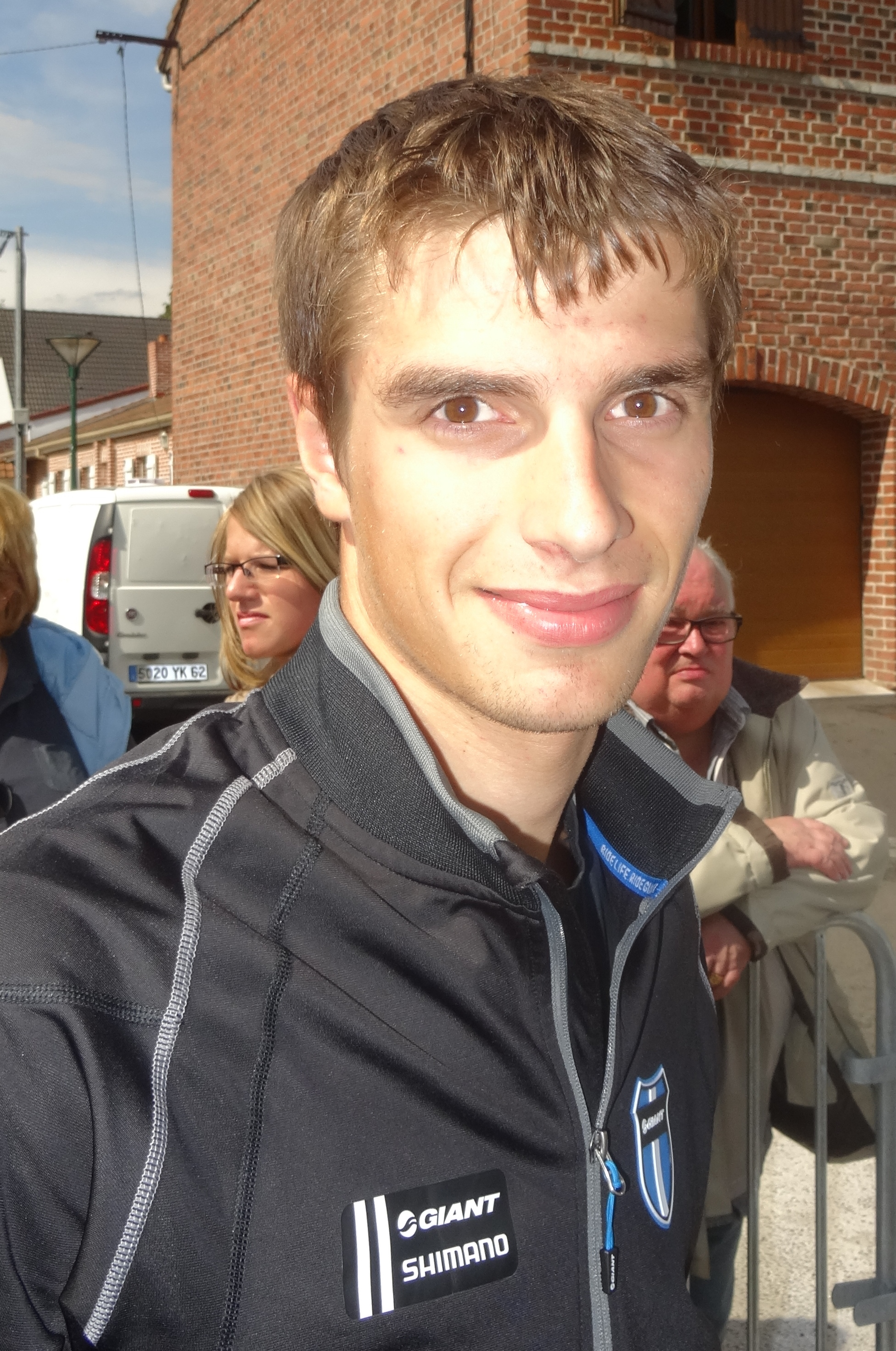
Jenthe Biermans.
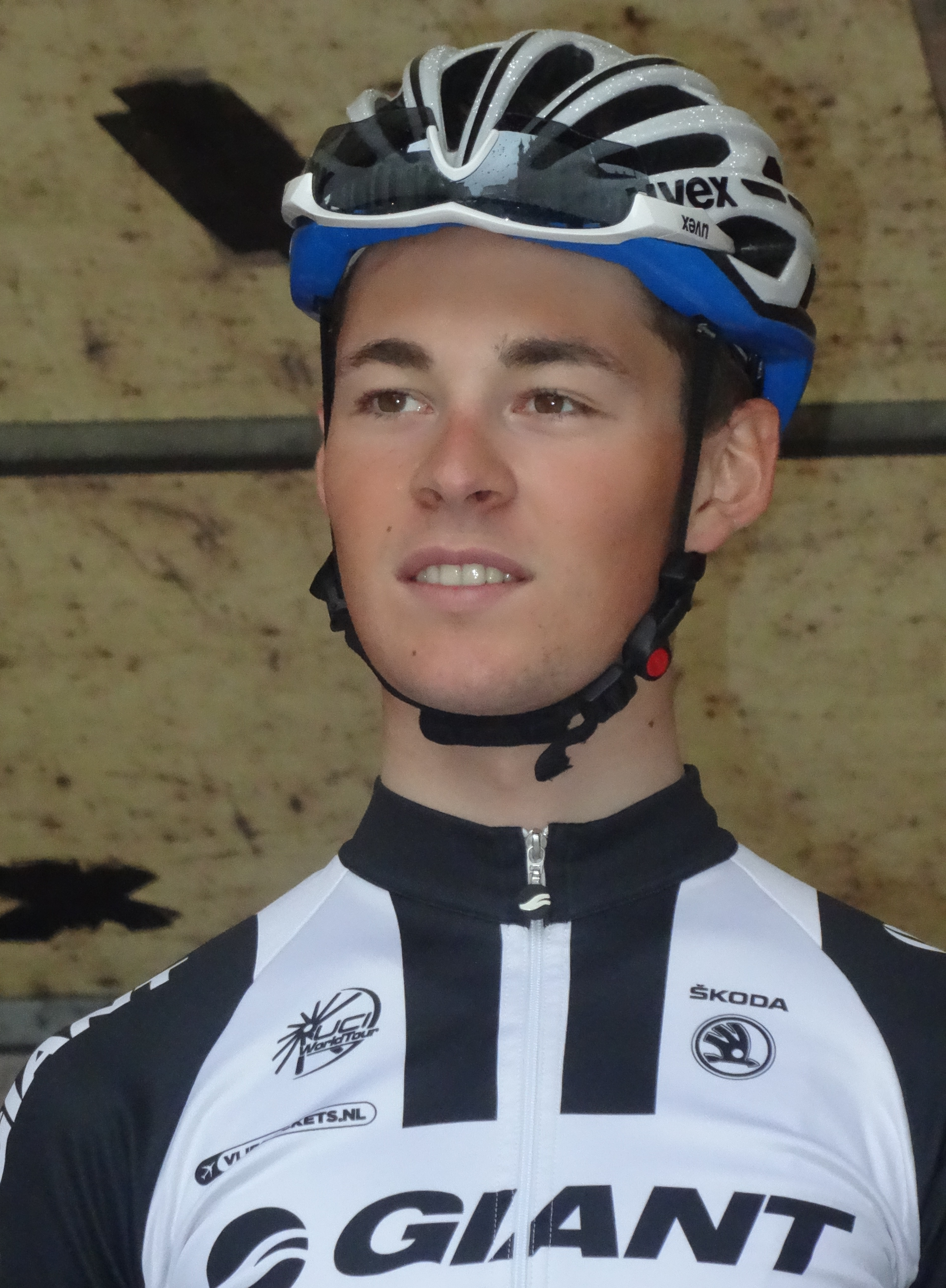
Jan Brockhoff.
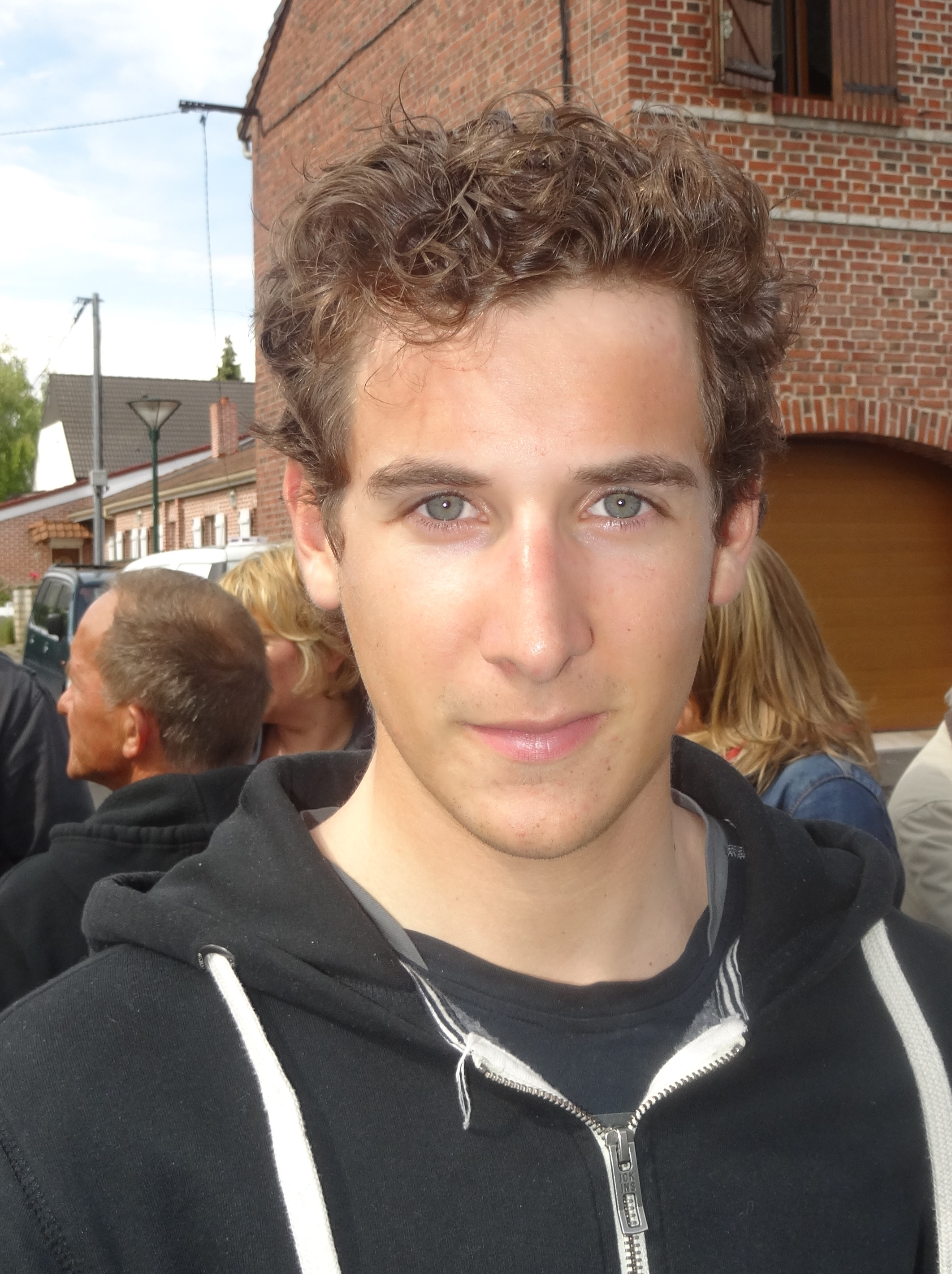
Alex Frame.
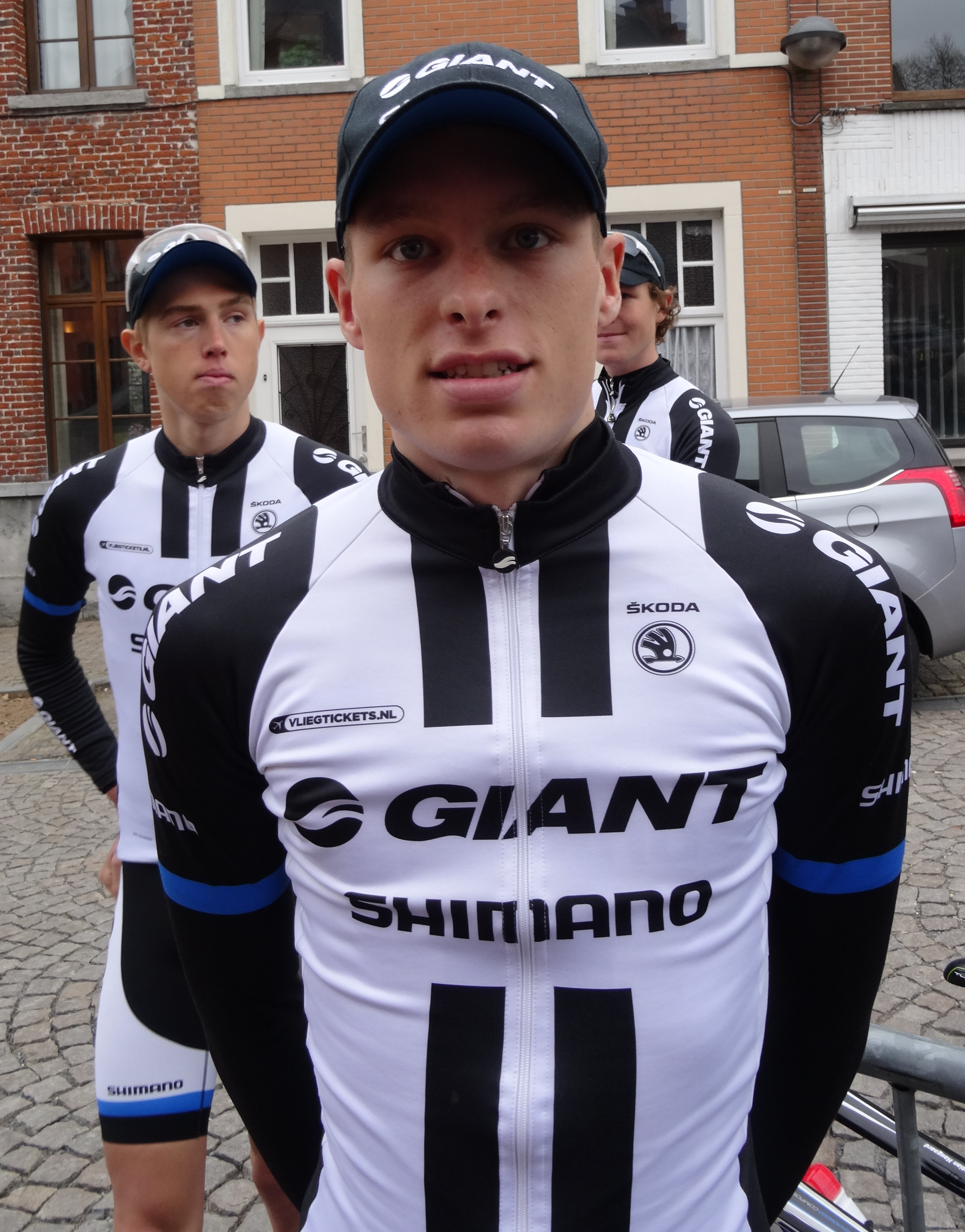
Kristian Haugaard.
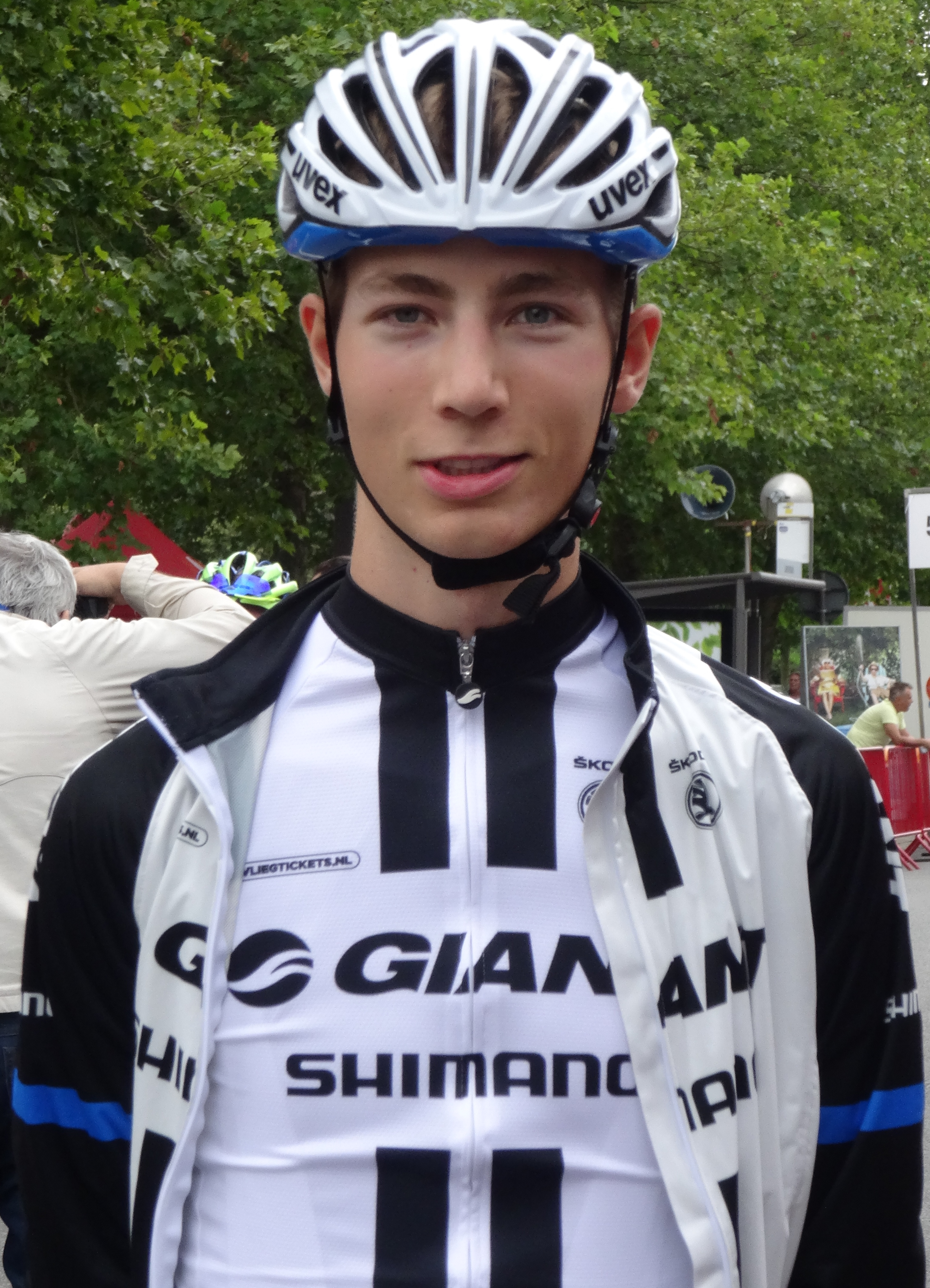
Adriaan Janssen.
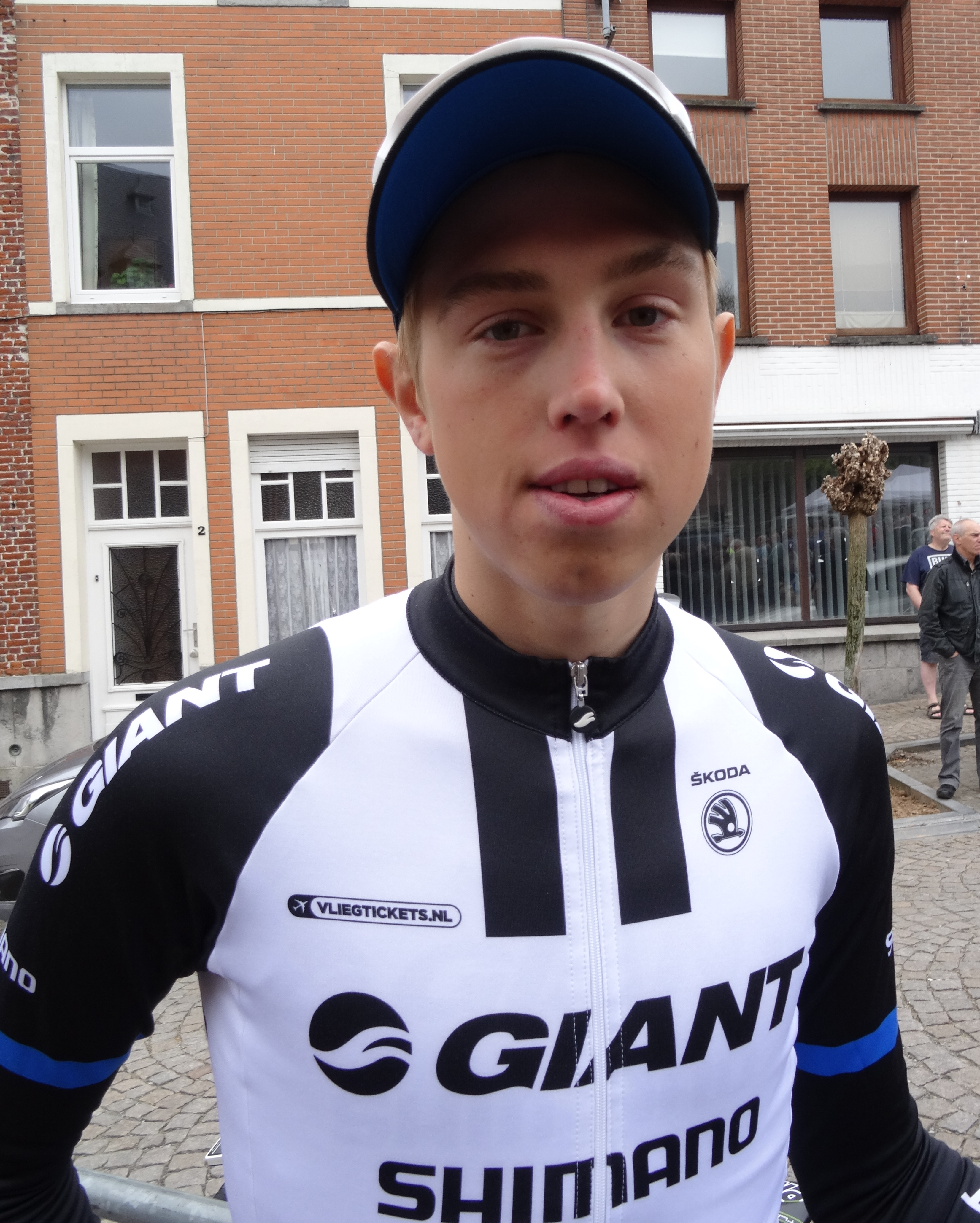
Fredrik Ludvigsson.
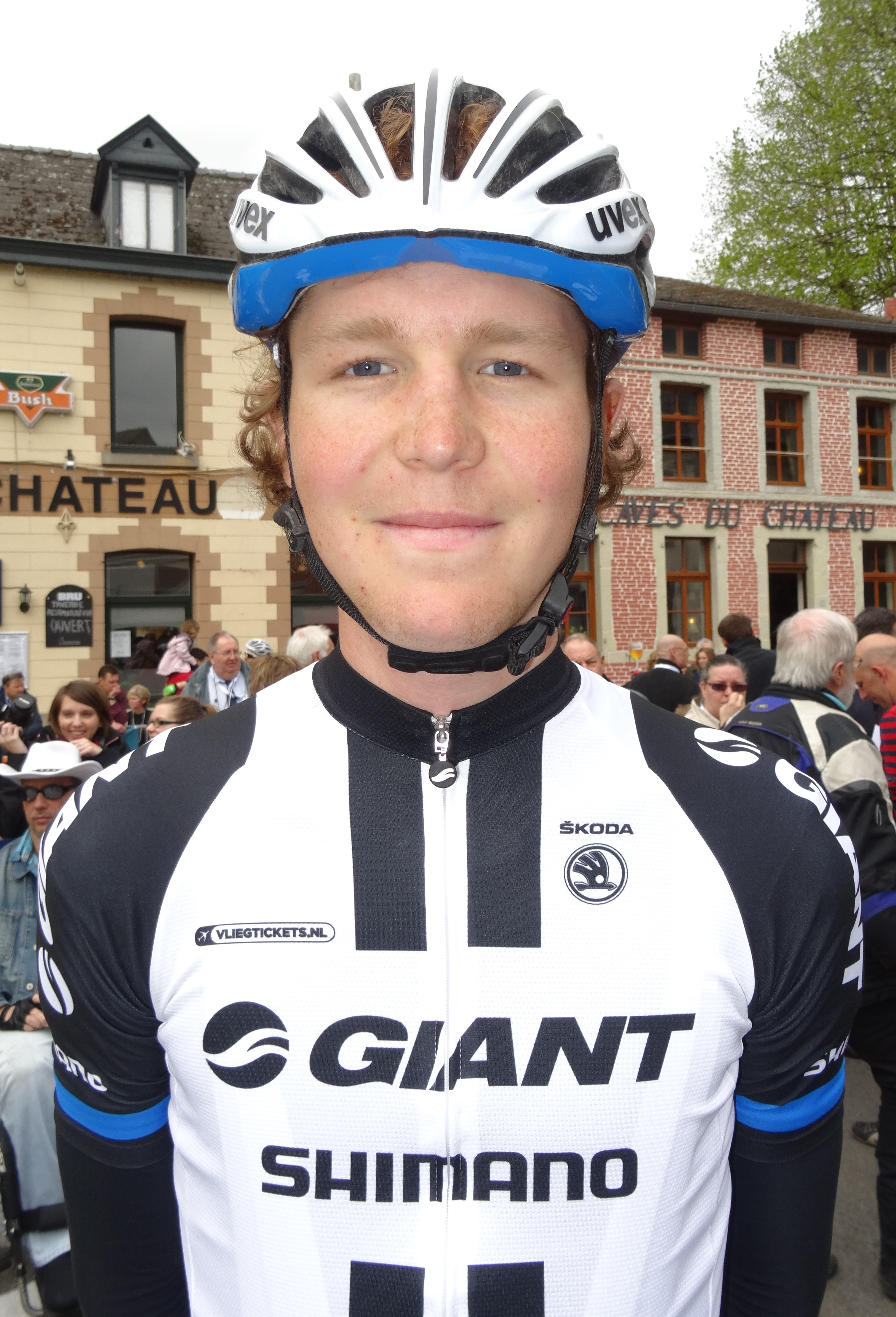
Robert Pölder.
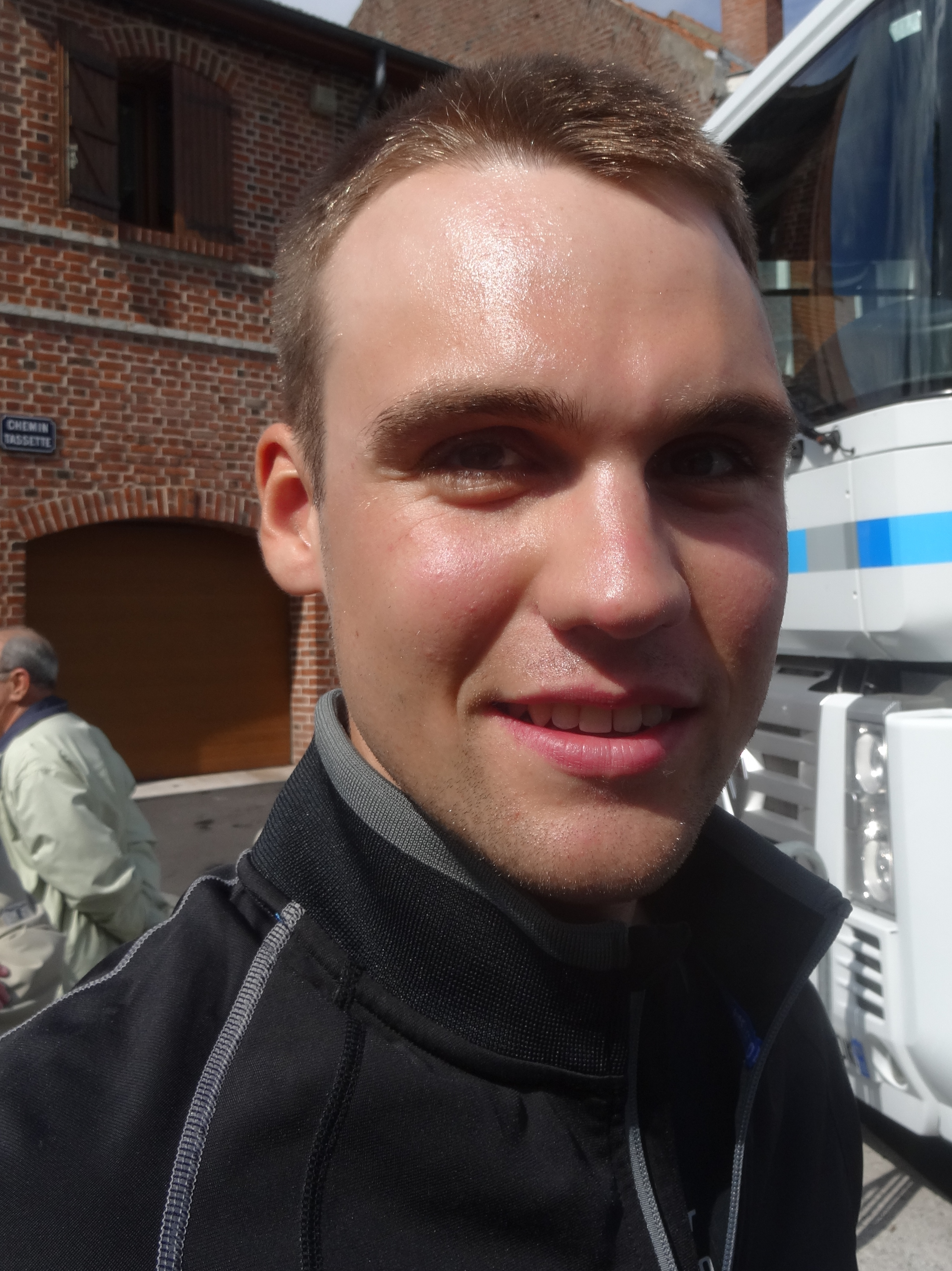
Maximilian Schachmann.
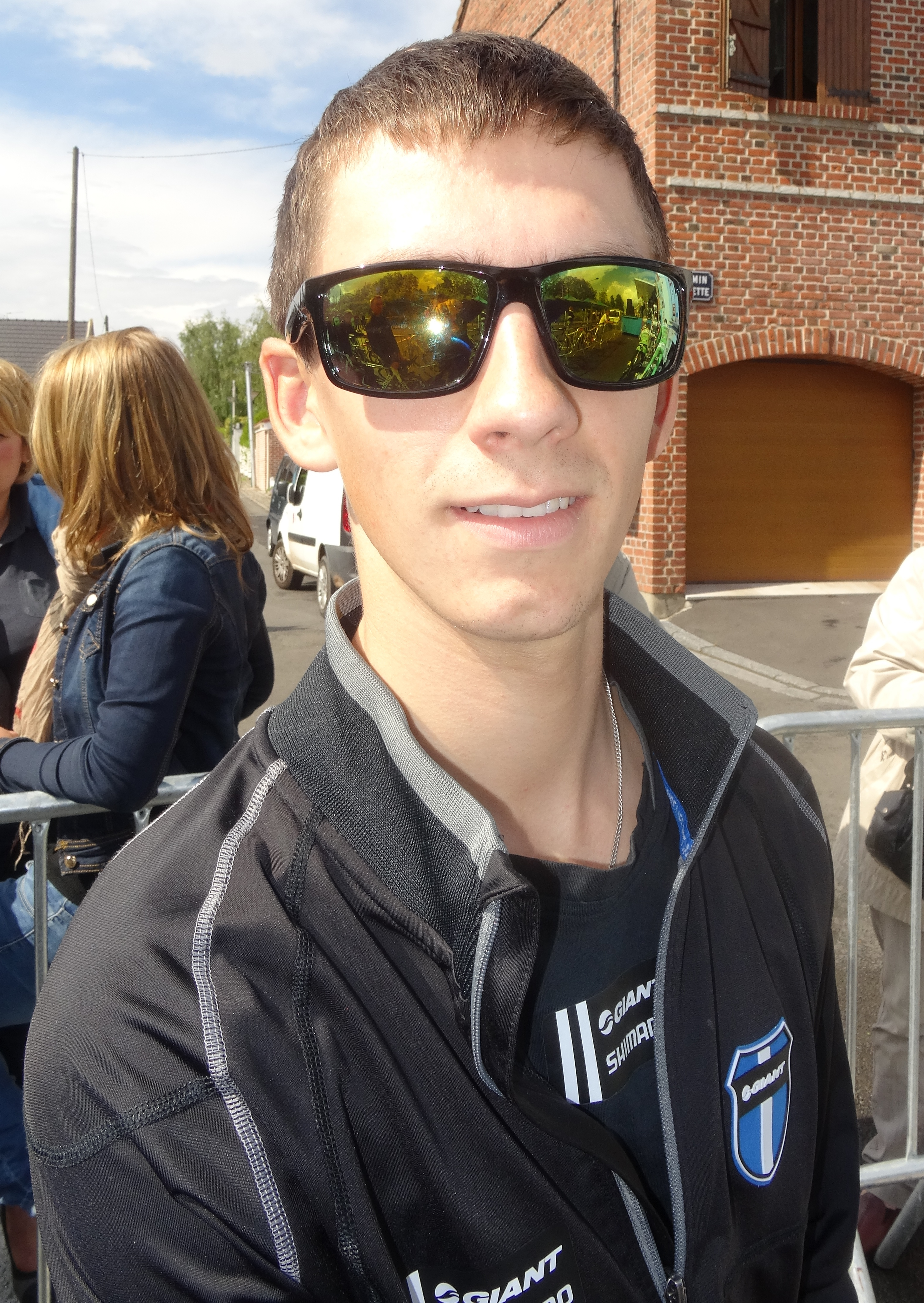
Lars van der Haar.

### Encadrement
Aike Visbeek est directeur sportif. Matthias Reck et Jens Lang ont également rejoint l'équipe.

## Bilan de la saison

### Victoires

#### Sur route
L'équipe remporte deux victoires sur des courses UCI.
| Date    | Course                              | Pays     | Classe | Vainqueur         |
| ------- | ----------------------------------- | -------- | ------ | ----------------- |
| 20 juin | 1re étape du Tour de Haute-Autriche | Autriche | 2.2    | Lars van der Haar |
| 3 août  | 5e étape du Tour Alsace             | France   | 2.2    | Jan Brockhoff     |

#### En cyclo-cross
L'équipe obtient trois victoires en cyclo-cross.
| Date        | Course                                           | Pays     | Classe | Vainqueur         |
| ----------- | ------------------------------------------------ | -------- | ------ | ----------------- |
| 11 octobre  | Grand Prix du Brabant                            | Pays-Bas | C2     | Lars van der Haar |
| 19 octobre  | Coupe du monde de cyclo-cross #1, Fauquemont     | Pays-Bas | CDM    | Lars van der Haar |
| 26 décembre | Coupe du monde de cyclo-cross #5, Heusden-Zolder | Belgique | CDM    | Lars van der Haar |

### Classement UCI

#### UCI Europe Tour
L'équipe Giant-Shimano Development termine à la 78e place de l'Europe Tour avec 117 points. Ce total est obtenu par l'addition des points des huit meilleurs coureurs de l'équipe au classement individuel, cependant seuls six coureurs sont classés,.
| Rang | Coureur               | Points |
| ---- | --------------------- | ------ |
| 286  | Kristian Haugaard     | 48     |
| 439  | Fredrik Ludvigsson    | 28     |
| 606  | Lars van der Haar     | 15     |
| 722  | Maximilian Schachmann | 10     |
| 837  | Alex Frame            | 8      |
| 844  | Jan Brockhoff         | 8      |